# 古庄エドワルド
古庄エドワルド大二郎（ふるしょう-だいじろう、 1968年7月6日 - ）は、ブラジルサンパウロ出身の元男子プロテニス選手、指導者。日本テニス協会JOPランキング自己最高位はシングルス2位、ダブルス1位。 U-18(18才以下) ITF世界ランキング自己最高位はシングルス3位。ATPランキング自己最高位はシングルス296位、ダブルス183位。
身長168cm、体重59kg。左利き。ブラジルと日本の二重国籍。当初はブラジル国籍でEduardo Furushoとして活動していたが、後に日本代表としてツアーでも選手登録を日本国籍に変更して活動した選手である。

## 経歴
エドワルド古庄として1982年から1983年にブラジル国内でシングルスとダブルスで国内チャンピオンになっている。1985年ウィンブルドン選手権ではジュニア部門のシングルスで2回戦進出。U-18ではITF自己最高ランキング シングルス世界3位(1985)。1987年にプロに転向し、ブラジルや日本をはじめ世界の大会にダブルスを中心に出場した。1990年よりプロ登録を日本に変更。以後はツアーでも古庄大二郎で活動しデビスカップ日本代表にも選出され松岡修造や佐藤哲也、トーマス嶋田などとペアを組んで試合に出場した。国外ではカナダのマーティン・ウォルステンホルムなどともペアを組んでいる。1990年全日本選手権シングルス準優勝デビューし、その後全日本プロ、全日本室内等でダブルス優勝している。日本ランキング最高位は、シングルス2位、ダブルス1位。
引退後はクルム伊達公子等プロテニス選手のコーチを経て、日本テニス協会 女子日本代表(フェド杯)チームコーチ、2018年アジア競技大会 女子代表監督、日本オリンピック委員会(JOC)強化スタッフ。